# Маковцы (Дзержинский район)
Маковцы (ранее Маковицы, Богородское) — село в Дзержинском районе Калужской области России. Входит в состав сельского поселения «Угорская волость».

## География
В 7 км от города Кондрово. Восточнее, между Маковцами и соседним селом Барятино протекает река Медынка.

## Население
| 2002 | 2010 |
| ---- | ---- |
| 209  | ↘192 |

## История
Ранее относилось к Медынскому уезду.
Имение в селе известно с конца XVIII века, когда оно принадлежало помещикам В.В. и И. С. Головиным. В начале XIX века оно перешло к дворянам Победоносцевым, в середине века хозяйка — П. И. Победоносцева. После владельцами усадьбы стали помещики Панютины.
В селе имелась деревянная церковь. В 1869 году на её месте был построен храм в стиле классицизм, освящен в честь Казанской иконы Божией Матери. На начало XXI века храм заброшен и находится в руинированном состоянии, от колокольни уцелел только нижний ярус. Около церкви находятся старые надгробия. Ещё одним напоминанием о бывшей усадьбы служит фрагментарно сохранившийся липовый парк, имевший регулярную планировку.